# 海洋委員會海巡署北部分署
海洋委員會海巡署北部分署（簡稱北部分署），是中華民國海岸執法及巡防救難專責單位，隸屬海洋委員會海巡署的四級機關，平時為負責巡防各港口、沿岸地區、離島查緝走私貨物和毒品、犯罪逃亡的司法警察，戰時可成為第一線精銳之戰鬥部隊。分署人員編制，多為中華民國國軍現役軍人。
前身為以原北部地區海岸巡防司令部改制而成的行政院海岸巡防署海岸巡防總局北部地區巡防局，分署本部設在桃園市觀音區，執法範圍為宜蘭縣、新北市、基隆市、桃園市、新竹縣及新竹市的海岸地區（含彭佳嶼、基隆嶼、龜山島），全長328.4公里。2018年4月28日改制。

## 沿革
- 1952年，中華民國陸軍第五十六師（1929年成立[3]）重整，部分與第一六六團、第一六八團、第一九九團成立「臺北師管區司令部」[4]，部分與陸軍第六十七師併編為陸軍第八十四師[5]，部分改組為「北部地區警備司令部」，駐防桃園縣桃園市（今桃園市桃園區）介壽路322號「天池營區」。
- 1980年12月20日，駐地遷移至台北縣中和市（今新北市中和區）秀峰街129號「秀峰營區」。
- 1993年3月10日，納編陸軍及憲兵移撥兵力編成海岸部隊改組為「北部地區海岸巡防司令部」，負責北部地區海岸巡防業務。
- 1999年3月18日，國家安全會議提議成立「海巡專責機構」，以統一國家海防事權。
- 2000年1月28日，行政院整合海岸巡防司令部、內政部警政署水上警察局及財政部關稅總局相關海洋海岸事務成立「行政院海岸巡防署」，原海岸巡防司令部改編為「行政院海岸巡防署海岸巡防總局」。北部地區海岸巡防司令部於同年2月17日揭牌改制為「行政院海岸巡防署海岸巡防總局北部地區巡防局」，經多次調整，搬遷至桃園縣觀音鄉（今桃園市觀音區）忠愛路一段45號「忠愛莊營區」。
- 2018年4月28日，隨行政院海岸巡防署改制為海洋委員會海巡署而改制為「海洋委員會海巡署北部分署」，另原下轄的機動查緝隊改隸新成立的海巡署偵防分署。

## 歷任首長

#### 北部地區巡防局 局長
| 任別       | 姓名   | 任職期間                      | 身分                                  | 備註                                                                       |
| ---------- | ------ | ----------------------------- | ------------------------------------- | -------------------------------------------------------------------------- |
| 1          | 芮明福 | 2000年1月28日－2001年4月25日  | 軍職                                  | 陸軍官校正40期 原任中部地區海岸巡防司令部司令 後任中部地區巡防局局長       |
| 2          | 王文鎮 | 2001年4月26日－2002年1月31日  | 軍職                                  | 原任南部地區巡防局局長                                                     |
| 降為少將缺 |        |                               |                                       |                                                                            |
| 3          | 林俊熙 | 2002年2月1日－2004年11月24日  | 軍職                                  | 陸軍官校63年班 原任行政院海岸巡防署巡防處處長 後任海岸巡防總局副總局長     |
| 4          | 楊麗川 | 2004年11月25日－2006年3月23日 | 軍職                                  | 中正理工學院64年班 原任行政院海岸巡防署巡防處處長 後任海岸巡防總局副總局長 |
| 5          | 黃世惟 | 2006年3月24日－2008年7月15日  | 軍職                                  | 陸軍官校專修班47期 原任海岸巡防總局主任秘書 後任行政院海岸巡防署巡防處處長 |
| 6          | 龔光宇 | 2008年7月16日－2012年7月10日  | 警職                                  | 中央警官學校正科42期 原任中部地區巡防局局長 後任行政院海岸巡防署巡防處處長 |
| 7          | 胡意剛 | 2012年7月11日－2015年2月10日  | 警職                                  | 中央警官學校正科40期 原任中部地區巡防局局長 後任海洋委員會海巡署主任秘書   |
| 8          | 許績陵 | 2015年2月11日－2015年5月31日  | 軍職                                  | 憲兵學校專修班70年班 原任東部地區巡防局局長 後任海岸巡防總局總局長         |
| 9          | 郭憲武 | 2015年6月1日－2017年3月31日   | 軍職                                  | 原任海岸巡防總局檢管組組長                                                 |
| 10         | 許靜芝 | 2017年4月1日－2018年4月27日   | 軍職 初任：後備動員管理學校勤務連排長 | 原任行政院海岸巡防署巡防處副處長 後任海洋委員會海巡署巡防組組長            |

#### 北部分署 分署長
| 任別 | 姓名   | 任職期間                      | 身分 | 備註                                                                                                 |
| ---- | ------ | ----------------------------- | ---- | --- |
| 1    | 黃民芳 | 2018年4月28日－2020年10月12日 | 軍職 | 憲兵學校專科學生班21期（78年甲班）陸軍少將 原任行政院海岸巡防署巡防處副處長 後任海巡署偵防分署分署長 |
| ２   | 扶大桂 | 2020年10月12日－2022年6月30日 | 軍職 | 陸軍軍官學校正58期，陸軍少將 原任海巡署中部分署分署長 屆齡退伍                                       |
| 3    | 黃世賢 | 2022年7月1日－2023年3月27日   | 軍職 | 陸軍官校專科9期，陸軍少將 原任海洋委員會海巡署巡防組組長 後任海巡署偵防分署分署長                    |
| 4    | 廖德聖 | 2023年3月27日－2024年12月1日  | 軍職 | 政治作戰學校二專班(82年班)、正規班(89年班)，陸軍少將 原任海巡署金馬澎分署副分署長                    |
| 5    | 宋子陽 | 2024年12月2日－現任           | 軍職 | 陸軍官校正60期，陸軍少將 原任海巡署南部分署分署長                                                    |

## 組織

### 分署本部
- 分署長1人（簡任第十一職等至第十二職等、警監或少將）
  - 副分署長2人（簡任第十職等至第十一職等、警監、少將或上校）
  - 主任秘書1人（薦任第九職等至簡任第十職等、警監、上校或中校）
  - 隊長3人（薦任第九職等至簡任第十職等、警監、上校或中校）
    - 科長5人（薦任第八職等至第九職等、警正、中校）
    - 主任1人（薦任第八職等至第九職等、警正、中校）
    - 室主任1人（薦任第八職等至第九職等、警正、中校）
    - 副隊長3人（薦任第八職等至第九職等、警正、中校）
    - 組主任9人（薦任第八職等、警正、中校）
    - 專員25人（薦任第七職等至八職等、警正、中校或少校）
    - 技正3人（薦任第七職等至八職等、警正、中校或少校）
    - 所長5人(大規模)（薦任第七職等至第八職等、警正、中校或少校）
    - 所長40人（委任第五職等或薦任第六職等至第七職等、警佐或警正、少校或上尉、中尉或士官）
    - 副所長5人(大規模)（薦任第七職等或警正或少校）
    - 分隊長3人（委任第五職等或薦任第六職等至第七職等或警佐或警正或少校、上尉、中尉）
    - 科員111人（委任第五職等或薦任第六職等至第七職等或警佐或警正或少校、上尉、中尉）
    - 技士7人（委任第五職等或薦任第六職等至第七職等或警佐或警正或少校、上尉、中尉）
      - 小隊長185人（委任第四職等至第五職等或薦任第六職等或警佐或警正或尉官、士官）
      - 技佐2人（委任第四職等至第五職等或中尉、少尉、士官）（內1人得列薦任或上尉）
      - 助理員3人（委任第四職等至第五職等或中尉、少尉、士官）
      - 隊員51人（委任第三職等至第五職等或警佐或中尉、少尉、士官）（內25人得列薦任或警正或上尉）
      - 辦事員18人（委任第三職等至第五職等或中尉、少尉、士官）
      - 書記8人（委任第一職等至第三職等或士官）

#### 人事室
- 主任（1人，薦任第八職等至第九職等或中校）
  - 專員（2人，薦任第七職等至第八職等或中校、少校）
  - 科員（6人，委任第五職等或薦任第六職等至第七職等或少校、上尉、中尉）
    - 書記（1人，委任第一職等至第三職等或士官）

#### 主計室
- 主任（1人，薦任第八職等至第九職等或中校）
  - 專員（2人，薦任第七職等至第八職等或中校、少校）
  - 科員（4人，委任第五職等或薦任第六職等至第七職等或少校、上尉、中尉）
    - 辦事員（1人，委任第三職等至第五職等或中尉、少尉、士官）

#### 業務單位
- 巡防科
- 檢管科
- 後勤科
- 通電資訊科
- 督察科
- 勤務指揮中心
- 秘書室
- 人事室
- 主計室

### 第一岸巡隊（宜蘭）

#### 第一二岸巡中隊

##### 機動巡邏站
- 第一機動巡邏站（岳明）
- 第二機動巡邏站（合興）

##### 安檢所
- 大里安檢所（大里漁港）
- 大溪漁港安檢所（大溪第一漁港、大溪第二漁港）
- 梗枋安檢所（梗枋漁港）
- 烏石港安檢所（烏石漁港）
- 大福村安檢所（壯圍鄉）
- 龜山島安檢所（龜山島）
- 清水安檢所（冬山河出海口）
- 蘇澳安檢所（蘇澳港）
- 南興安檢所（蘇澳港）
- 粉鳥林安檢所（粉鳥林漁港）
- 南澳漁港安檢所（南方澳漁港）

### 第二岸巡隊（基隆、新北）

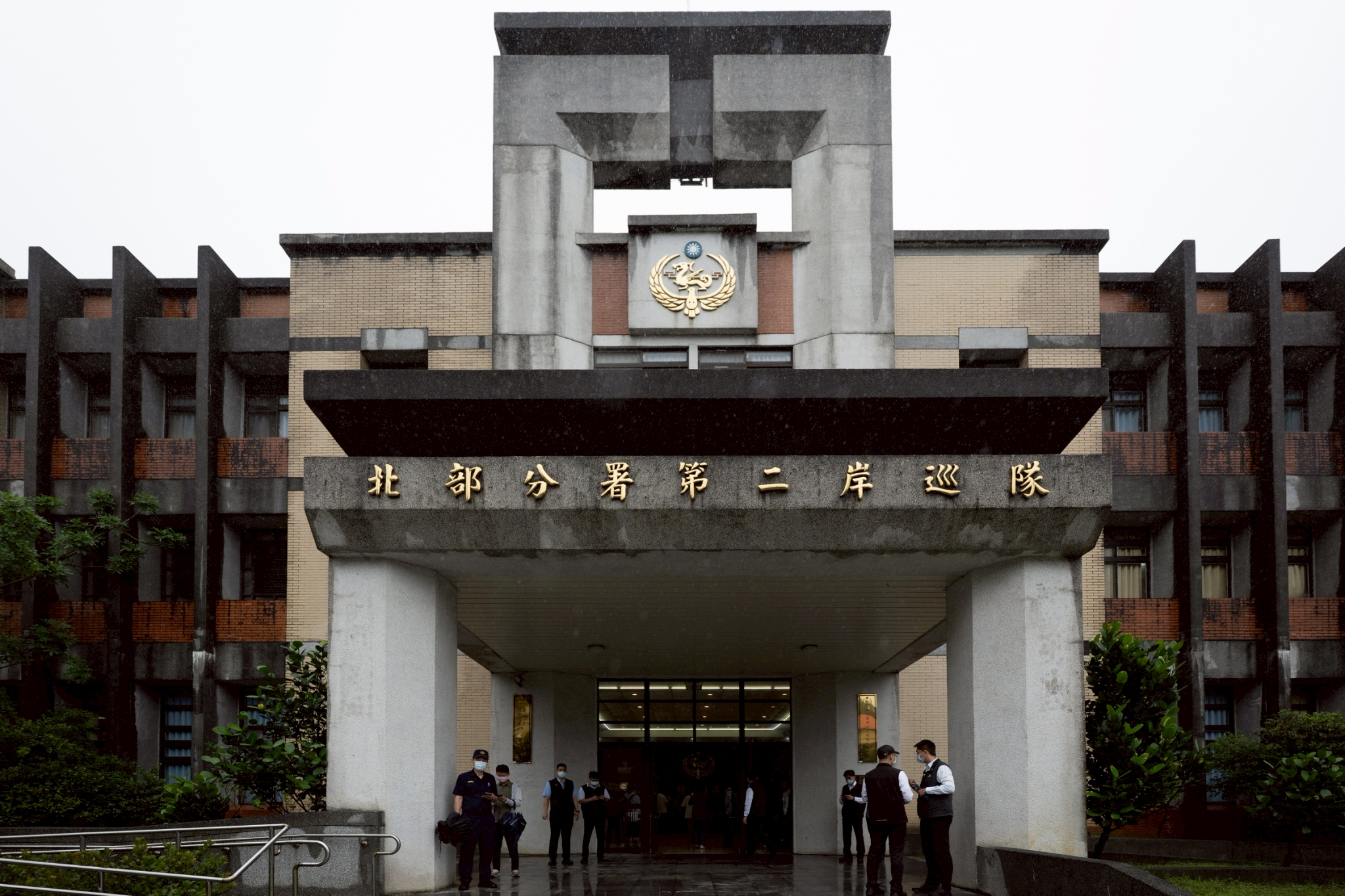
位於基隆市的第二岸巡隊

#### 第二一岸巡中隊

##### 機動巡邏站
- 第一機動巡邏站（金山）
- 第二機動巡邏站（福隆）

- 彭佳嶼機動巡邏小組（彭佳嶼）

##### 位於基隆市的安檢所
- 長潭里安檢所（長潭里漁港）
- 八斗子安檢所（八斗子漁港）
- 碧砂漁港安檢所（碧砂漁港）
- 正濱漁港安檢所（正濱漁港）
- 基隆商港安檢所（基隆港）
- 外木山安檢所（外木山漁港）
- 大武崙漁港安檢所（大武崙澳底漁港）
- 基隆嶼安檢所（基隆嶼）

##### 位於新北市的安檢所
- 深澳安檢所（深澳漁港）
- 萬里漁港安檢所（萬里漁港）
- 龜吼漁港安檢所（龜吼漁港）
- 野柳安檢所（野柳漁港）
- 磺港安檢所（磺港漁港）
- 石門安檢所（石門漁港）
- 富基漁港安檢所（富基漁港）
- 馬崗安檢所（馬崗漁港）
- 澳底漁港安檢所（澳底漁港）
- 龍洞安檢所（龍洞漁港）
- 鼻頭安檢所（鼻頭漁港）
- 南雅安檢所（南雅漁港）

### 第八岸巡隊（新北、桃園、新竹）

#### 第二三岸巡中隊

##### 機動巡邏站
- 第一機動巡邏站（竹圍）
- 第二機動巡邏站（尚義）

##### 位於新北市的安檢所
- 麟山鼻安檢所（麟山鼻漁港）
- 後厝安檢所（後厝漁港）
- 淡水第二漁港安檢所（淡水第二漁港）
- 八里安檢所（淡水河出海口）
- 台北商港安檢所（臺北港）
- 下罟子安檢所（下罟子漁港）
- 下福安檢所（林口發電廠）

##### 位於桃園市的安檢所
- 竹圍安檢所（竹圍漁港）
- 永安漁港安檢所（永安漁港）
- 蚵二安檢所（蚵殼漁港）

##### 位於新竹縣的安檢所
- 坡頭漁港安檢所（坡頭漁港）
- 新港里安檢所（鳳山溪出海口）

##### 位於新竹市的安檢所
- 新竹安檢所（新竹漁港）
- 海山安檢所（海山漁港）

## 外部連結
- 海洋委員會海巡署北部分署 （页面存档备份，存于）（繁體中文）（英文）